# Семиты

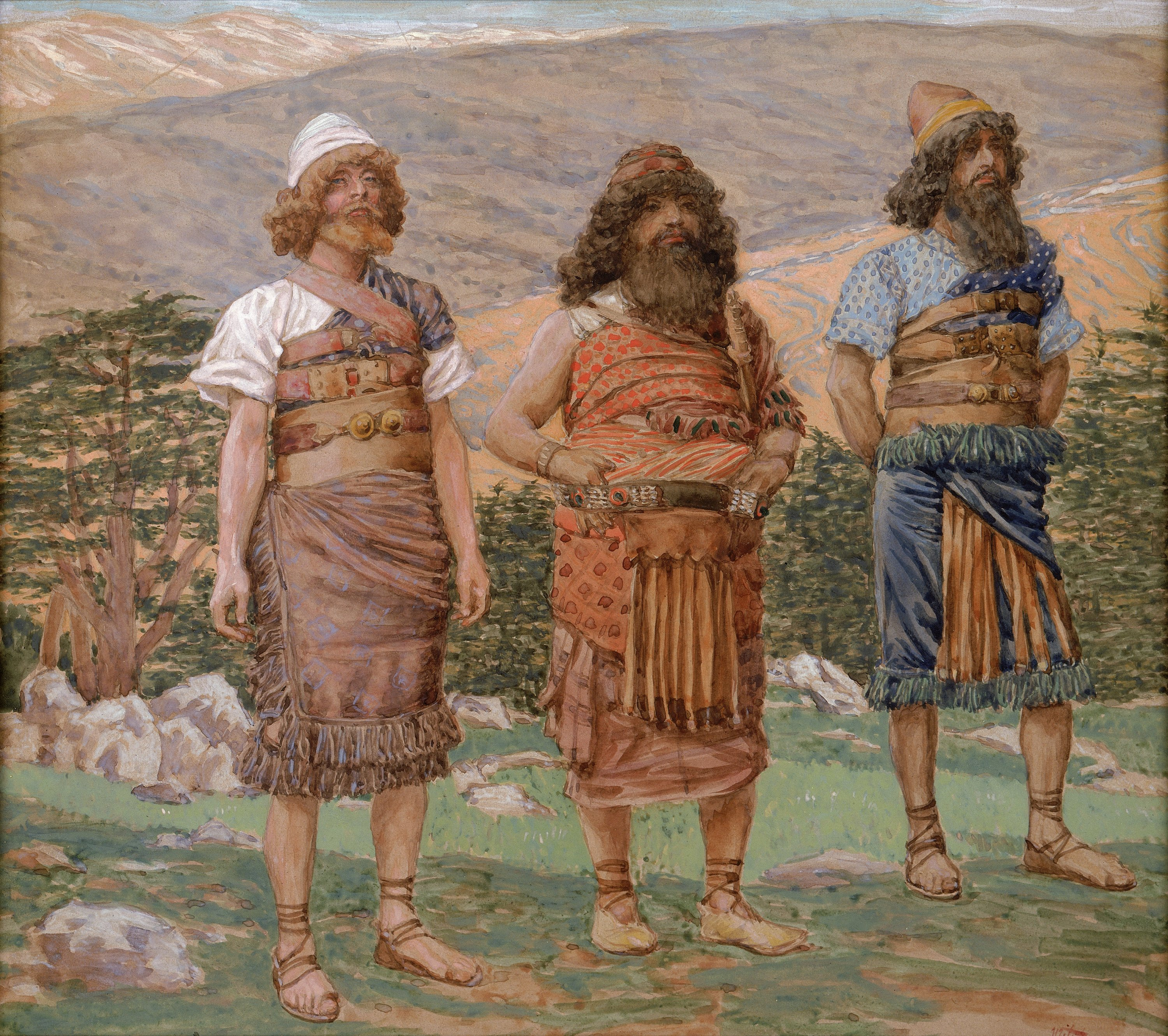
«Сим, Хам и Иафет», Джеймс Тиссо

Карта распространения семитских языков

Семи́ты — термин, введённый в науку немецкими учёными А. Л. Шлёцером и И. Г. Эйхгорном в 1780-х годах для обозначения древних народов, принадлежащих к особой семье языков. Они имели общую область расселения, общие черты культа и были сходны по материальной культуре и быту. 
Слово «семиты» было почерпнуто из Ветхого завета, где ряд народов Ближнего Востока объединён под общим названием «сыны Сима».
В современной науке термин «семиты» употребляется:
1. по отношению к реконструируемой этнической общности (прасемиты, протосемиты), явившейся носителем прасемитского языка — предка языков многих народов, создавших ряд государственных образований в Передней Азии;
2. по отношению к древним и современным народам, говорящим на языках, входящих в семью семитских языков.

К числу современных семитских народов относят арабов, евреев, мальтийцев, ливанцев, ассирийцев, потомков древних представителей южной подгруппы южных семитов в Южной Аравии (шахри, махри, сокотрийцев и др.), амхара, тигре, тиграи и ряд других народностей Эфиопии.

## Происхождение названия
По Библии, Авраам вёл свой род от Сима, старшего сына Ноя, из-за чего в Библии народы Ближнего Востока, считавшиеся последователями и потомками Авраама, назывались «сыновьями Сима». Современное употребление понятия «семиты» было введено в обиход немецким историком А. Л. Шлёцером.

## История

### Происхождение
Согласно распространённой гипотезе, предки носителей протосемитского языка пришли в Переднюю Азию из Африки, где находилась прародина афразийских языков. На основании некоторых научных данных представляется вероятным, что прасемиты (кочевники и скотоводы) населяли некогда северную Сахару, откуда — предположительно, в начале 5-го тысячелетия до н. э. — вследствие быстрого изменения климата, начали продвигаться на восток.
По мнению одних учёных (немецкого Т. Нёльдеке и английского У. Робертсон-Смита), семиты постепенно заселили Аравийский полуостров, откуда затем отдельными волнами в течение тысячелетий проникали в Двуречье и Сирийскую степь, на восточное побережье Средиземного моря; некоторые учёные (например, И. М. Дьяконов, СССР) считают, что после перехода дельты Нила одни двинулись на юг и заселили Аравию, другие пошли на север и северо-восток. Ряд учёных (например, Ж. Кюппе, Бельгия) полагает, что семиты после выхода из Сахары в течение некоторого времени сохраняли свою общность, заселив Сирийскую степь, и именно оттуда начали расселение; некоторые предполагают, что все семито-хамитские народы произошли из Аравии. По мнению семитолога Ю. Заринса, семитские языки возникли на территории кочевого пастушеского комплекса в Аравии, который появился в период осушения климата в конце докерамического неолита на древнем Ближнем Востоке (глобальное похолодание 6200 лет до н. э.).
По наиболее распространённому мнению, в конце 4-го — начале 3-го тысячелетия до н. э. семиты разделились (по языку) на две большие группы — восточную и западную.
Восточная (северо-восточная) группа первоначально расселилась в северной части Южного Двуречья, где вошла в соприкосновение с шумерами (начало 3-го тысячелетия до н. э.). Представители этой группы говорили на аккадском языке. С середины 3-го тысячелетия до н. э. аккадцы проникают в южную часть Южного Двуречья, и вскоре язык северо-восточной группы семитов вытесняет шумерский. Дальнейшая судьба этой группы семитов связана с историей Аккада, Вавилонии и Ассирии.
Западная группа семитов, в свою очередь, делится на две группы: северо-западную и южно-семитскую. Северо-западная группа расселялась в Ханаане, Сирии, Северной Месопотамии двумя волнами. Первыми известными представителями этой группы (3—2-го тысячелетий до н. э.) были амориты, затем финикийцы и евреи (с конца 2-го тысячелетия до н. э.) и особая подгруппа семитов — арамеи; отдельные племена арамеев (халдеи) проникли в Южное Двуречье и даже перешли реку Тигр. Южно-семитская группа в 2-м тысячелетии до н. э. занимала территорию Аравийского полуострова. Её южную часть в то время, вероятно, составляли жители древних государств в Южной Аравии: Майна, Сабы, Катабана, Хадрамаута (маинцы, хадрамаутцы, сабейцы, катабанцы и др.). Не исключено, что именно представители этой подгруппы заселили в 1-м тысячелетии до н. э. Эфиопию. Северная подгруппа южно-семитской группы в 2—1-м тысячелетиях до н. э. была представлена лихьянитами, самуд и другими племенами, объединёнными не позже начала 1-го тысячелетия до н. э. под названием арабы. Выход арабов за пределы Аравийского полуострова в VII веке н. э. (см. Арабские завоевания) рассматривается как последняя и крупнейшая волна расселения семитов.